# Surinam na Letních olympijských hrách 2000
Surinam se účastnil Letní olympiády 2000. Zastupovali ho 4 sportovci (2 muži a 2 ženy) ve 2 sportech.

## Seznam všech zúčastněných sportovců
| Číslo | Jméno              | Pohlaví | Věk | Sport    |
| ----- | ------------------ | ------- | --- | -------- |
| 1     | Guillermo Dongo    | Muž     | 18  | Atletika |
| 2     | Letitia Vriesdeová | Žena    | 35  | Atletika |
| 3     | Carolyn Adel       | Žena    | 22  | Plavání  |
| 4     | Mike Fung-a-Wing   | Muž     | 21  | Plavání  |